# Pacific Climate Warriors

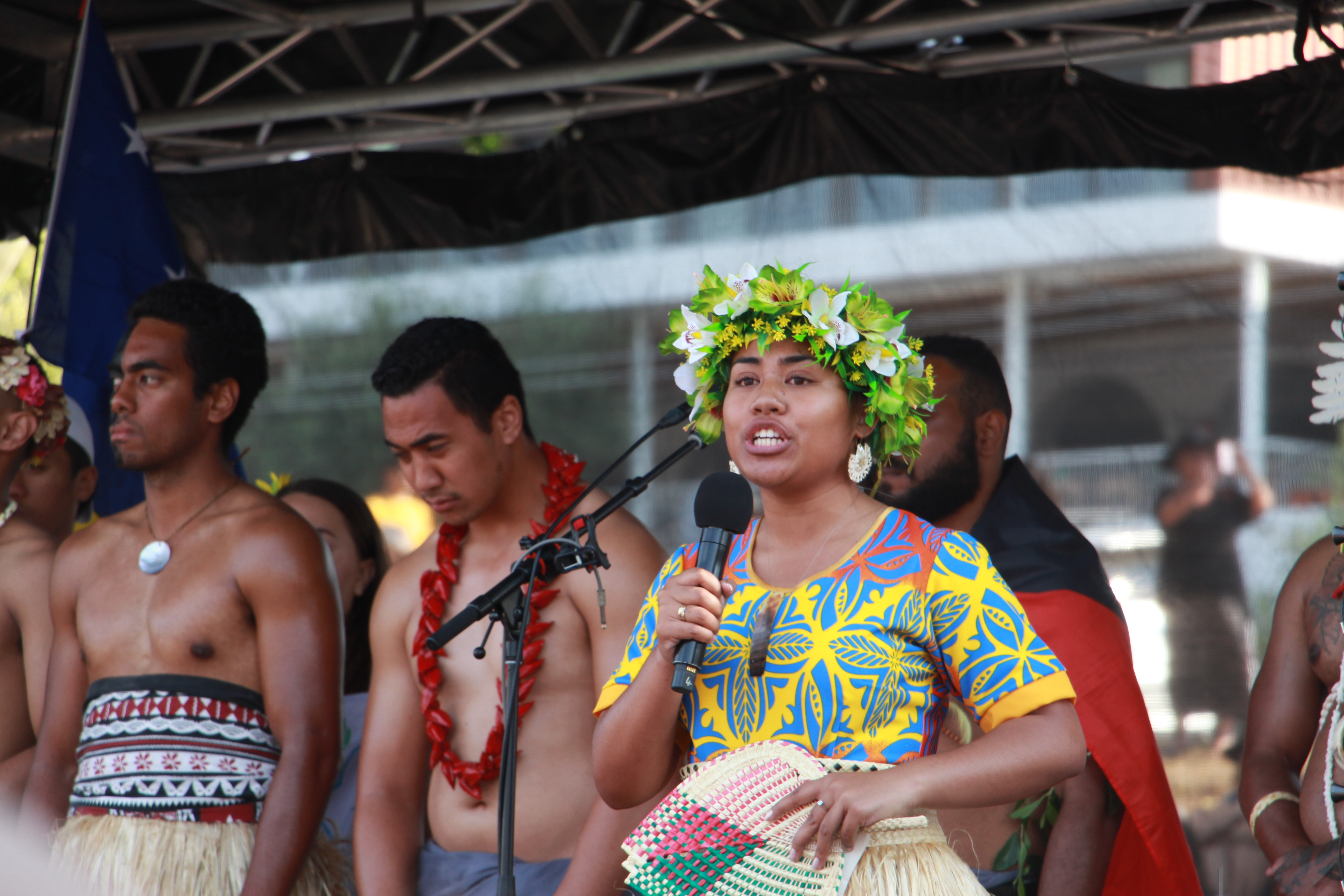
Pacific Climate Warriors auf einem Schulstreik für das Klima 2019 in Brisbane

Pacific Climate Warriors (dt. „pazifische Klimakrieger“) oder auch 350 Pacific sind eine Graswurzelbewegung für Klimagerechtigkeit aus den pazifischen Inselstaaten, die seit 2011 als Teil der globalen Klimaschutzorganisation 350.org auftritt.

## Ansatz
Die Pacific Climate Warriors wenden sich an Entscheidungsträger und fordern, Umweltverschmutzung und die zu hohen Treibhausgasemissionen einzudämmen. Sie setzen sich dafür ein, die pazifischen Inseln samt Kultur, Land und Meereslebensräume vor dem Klimawandel zu schützen. Sie treten gegen die fossile Brennstoffindustrie auf. Dabei lautet ihre Kernbotschaft: „We are not drowning. We are fighting.“ (dt. „Wir ertrinken nicht. Wir kämpfen.“). Sie nehmen an den Klimaverhandlungen der Vereinten Nationen teil.
Die Pacific Climate Warriors versuchen durch Bildungsprojekte in 15 Ländern der Region, jungen Menschen die Folgen der globalen Erwärmung und die Folgen für die Inseln zu erklären. Damit möchten sie mehr Menschen dazu motivieren, sich für den Schutz der Inseln einzusetzen.

## Kanu-Blockade 2014
Eine ihrer bekanntesten Aktionen war eine Kampagne in Australien vom 8. bis zum 25. Oktober 2014. Das Kernstück war eine Aktion zivilen Ungehorsams am 17. Oktober 2014 in Newcastle, wo sich der größte Kohlehafen der Welt befindet. Hier paddelte die Gruppe mit der Unterstützung Hunderter australischer Ortsansässiger in traditionellen Kanus und Kajaks aus, um zu verhindern, dass Kohleschiffe in den Hafen ein- und auslaufen. Nach eigenen Angaben waren nur vier der zwölf Schiffe, die an diesem Tag den Hafen passieren sollten, dazu in der Lage, während die anderen alle erfolgreich von der Gruppe blockiert wurden. Die während der Blockade verwendeten Kanus wurden auf den pazifischen Inseln nach traditionellen Methoden gebaut und per Frachtschiff speziell für die Aktion nach Australien gebracht.
Bei der Aktion forderten sie von Unternehmen, die mit fossilen Energien arbeiten, sowie von Staaten mit hohen Treibhausgasemissionen, dass sie Verantwortung für ihr klimaschädliches Handeln übernehmen. Indem sie in Medienberichten über die Auswirkungen des Klimawandels auf den pazifischen Inseln berichteten, wollten sie das Bewusstsein für die notwendige Reduzierung der Treibhausgasemissionen schärfen.
Während der Aktion sind 30 Mitglieder der Gruppe aus 12 verschiedenen pazifischen Ländern (u. a. Fidschi, Kiribati, Papua-Neuguinea, der Republik der Marshallinseln, Tokelau, Tonga, Tuvalu und Vanuatu) nach Australien gereist.